# Український народний дім
Український народний дім (англ. Ukrainian National Home) розташований на 140-142 Другій авеню (між Дев'ятою вулицею та площею Святого Марка) в Іст-Вілледж на Мангеттені. Будівля, в якій зараз працює ресторан, відомий як Український ресторан Іст-Вілледж (англ. Ukrainian East Village Restaurant), датується 1830 роком і слугувала приватним будинком, місцем розташування YMCA та казино «Stuyvesant». Британський рок-гурт New Order відіграв тут один зі своїх перших концертів 18 листопада 1981 року.